# Pouancé
Pouancé és un municipi francès situat al departament de Maine i Loira i a la regió de País del Loira. L'any 2007 tenia 3.211 habitants.

## Demografia

### Població
El 2007 la població de fet de Pouancé era de 3.211 persones. Hi havia 1.304 famílies de les quals 502 eren unipersonals (178 homes vivint sols i 324 dones vivint soles), 384 parelles sense fills, 345 parelles amb fills i 73 famílies monoparentals amb fills.
La població ha evolucionat segons el següent gràfic:
Habitants censats

### Habitatges
El 2007 hi havia 1.479 habitatges, 1.331 eren l'habitatge principal de la família, 27 eren segones residències i 121 estaven desocupats. 1.204 eren cases i 210 eren apartaments. Dels 1.331 habitatges principals, 790 estaven ocupats pels seus propietaris, 523 estaven llogats i ocupats pels llogaters i 18 estaven cedits a títol gratuït; 59 tenien una cambra, 118 en tenien dues, 243 en tenien tres, 363 en tenien quatre i 548 en tenien cinc o més. 962 habitatges disposaven pel capbaix d'una plaça de pàrquing. A 642 habitatges hi havia un automòbil i a 438 n'hi havia dos o més.

### Piràmide de població
La piràmide de població per edats i sexe el 2009 era:
| Homes | Edats   | Dones |
| ----- | ------- | ----- |
| 4     | 95 o +  | 25    |
| 15    | 90 a 94 | 39    |
| 29    | 85 a 89 | 89    |
| 29    | 80 a 84 | 50    |
| 80    | 75 a 79 | 114   |
| 75    | 70 a 74 | 109   |
| 100   | 65 a 69 | 103   |
| 84    | 60 a 64 | 89    |
| 75    | 55 a 59 | 56    |
| 82    | 50 a 54 | 101   |
| 96    | 45 a 49 | 101   |
| 113   | 40 a 44 | 102   |
| 143   | 35 a 39 | 103   |
| 102   | 30 a 34 | 119   |
| 94    | 25 a 29 | 71    |
| 81    | 20 a 24 | 51    |
| 99    | 15 a 19 | 97    |
| 128   | 10 a 14 | 98    |
| 112   | 5 a 9   | 135   |
| 95    | 0 a 4   | 96    |

## Economia
El 2007 la població en edat de treballar era de 1.784 persones, 1.312 eren actives i 472 eren inactives. De les 1.312 persones actives 1.182 estaven ocupades (650 homes i 532 dones) i 130 estaven aturades (57 homes i 73 dones). De les 472 persones inactives 172 estaven jubilades, 134 estaven estudiant i 166 estaven classificades com a «altres inactius».

### Ingressos
El 2009 a Pouancé hi havia 1.298 unitats fiscals que integraven 2.941,5 persones, la mediana anual d'ingressos fiscals per persona era de 15.439 €.

### Activitats econòmiques
Dels 157 establiments que hi havia el 2007, 5 eren d'empreses alimentàries, 11 d'empreses de fabricació d'altres productes industrials, 17 d'empreses de construcció, 35 d'empreses de comerç i reparació d'automòbils, 4 d'empreses de transport, 13 d'empreses d'hostatgeria i restauració, 11 d'empreses financeres, 11 d'empreses immobiliàries, 20 d'empreses de serveis, 20 d'entitats de l'administració pública i 10 d'empreses classificades com a «altres activitats de serveis».
Dels 51 establiments de servei als particulars que hi havia el 2009, 1 era una oficina d'administració d'Hisenda pública, 1 gendarmeria, 1 oficina de correu, 5 oficines bancàries, 2 tallers de reparació d'automòbils i de material agrícola, 1 taller d'inspecció tècnica de vehicles, 2 autoescoles, 3 paletes, 5 guixaires pintors, 4 fusteries, 5 lampisteries, 1 electricista, 5 perruqueries, 3 veterinaris, 7 restaurants, 4 agències immobiliàries i 1 tintoreria.
Dels 17 establiments comercials que hi havia el 2009, 1 era un supermercat, 2 botigues de més de 120 m², 3 fleques, 2 carnisseries, 1 una llibreria, 2 botigues de roba, 2 botigues d'equipament de la llar, 2 sabateries, 1 una botiga d'electrodomèstics i 1 una botiga de mobles.
L'any 2000 a Pouancé hi havia 96 explotacions agrícoles que ocupaven un total de 2.806 hectàrees.

## Equipaments sanitaris i escolars
El 2009 hi havia 1 hospital de tractaments de curta durada, 1 hospital de tractaments de mitja durada (seguiment i rehabilitació), 1 un hospital de tractaments de llarga durada, 2 farmàcies i 1 ambulància.
El 2009 hi havia 2 escoles maternals i 2 escoles elementals. Pouancé disposava de 2 col·legis d'educació secundària amb 466 alumnes.

## Poblacions més properes
El següent diagrama mostra les poblacions més properes.